# Javaanse ijsvogel
De Javaanse ijsvogel (Halcyon cyanoventris) is een vogel uit de familie Alcedinidae (IJsvogels).

## Verspreiding en leefgebied
Deze soort komt voor op Java en Bali.

## Status
De grootte van de populatie is niet gekwantificeerd maar de soort wordt omschreven als tamelijk algemeen. Op de Rode lijst van de IUCN heeft deze soort de status niet bedreigd.